# Enrico D'Aniello
Enrico D'Aniello (Castellammare di Stabia, 6 de diciembre de 1995) es un deportista italiano que compite en remo como timonel.
Ganó tres medallas en el Campeonato Mundial de Remo, en los años 2013 y 2017, y dos medallas en el Campeonato Europeo de Remo, en los años 2012 y 2022.
Participó en los Juegos Olímpicos de Río de Janeiro 2016, ocupando el séptimo lugar en la prueba de ocho con timonel.

## Palmarés internacional
| Campeonato Mundial | Campeonato Mundial        | Campeonato Mundial | Campeonato Mundial      |
| Año                | Lugar                     | Medalla            | Prueba                  |
| ------------------ | ------------------------- | ------------------ | ----------------------- |
| 2013               | Chungju (Corea del Sur)   | Medalla de oro     | Dos con timonel         |
| 2013               | Chungju (Corea del Sur)   | Medalla de oro     | Ocho con timonel ligero |
| 2017               | Sarasota (Estados Unidos) | Medalla de bronce  | Ocho con timonel        |
| Campeonato Europeo |                           |                    |                         |
| Año                | Lugar                     | Medalla            | Prueba                  |
| 2012               | Varese (Italia)           | Medalla de plata   | Ocho con timonel        |
| 2022               | Múnich (Alemania)         | Medalla de bronce  | Ocho con timonel        |